# Liste der Herrscher namens Alexander
Alexander hießen folgende Herrscher:

## Herrscher namens Alexander
- Alexander von Alexandria, Koptischer Papst (313–328)
- Alexander von Konstantinopel (314–337)
- Alexander (König von Korinth), König (785/4–760/59 v. Chr.)
- Alexander der Große, König von Makedonien (336–323 v. Chr.)
- Alexander von Pherai, Tyrann von Pherai (369–358 v. Chr.)
- Alexander Jannäus, König von Judäa (103–76 v. Chr.)
- Severus Alexander, römischer Kaiser (222–235)
- Domitius Alexander, römischer Gegenkaiser in Africa (308–309/10)
- Alexander (Byzanz), byzantinischer Kaiser (912–913)
- Alexander Newski, Großfürst von Wladimir (1252–1263)
- Alexander Michailowitsch, Großfürst von Wladimir (1326–1327)
- Alessandro Sforza, Herr von Pesaro (1445–1473)
- Alexander (Polen) (1461–1506), ab 1492 Großfürst von Litauen und ab 1501 König von Polen
- Alexander von Pfalz-Zweibrücken (1462–1514), Pfalzgraf und Herzog von Pfalz-Zweibrücken und Veldenz
- Alexander von Medici, Herzog von Florenz (1532–1537)
- Alexandru Cornea, Fürst von Moldau (1540–1541)
- Alexandru Lăpușneanu, Fürst von Moldau (1552–1561, 1564–1568)
- Alexander von Sachsen (1554–1565), Kurprinz von Sachsen sowie nominell Administrator der Hochstifte Naumburg und Merseburg
- Alexander von Schleswig-Holstein-Sonderburg (1573–1627) Herzog von Schleswig-Holstein-Sonderburg
- Alexander der Schlechte, Fürst von der Walachei und von Moldau (1592)
- Alexandru Movilă, Fürst von Moldau (1615–1616)
- Alexandru Ilias, Fürst der Walachei und von Moldau (1620–1621, 1631–1633)
- Alexandru Coconul, Fürst von Moldau (1629–1630)
- Alexander (Brandenburg-Ansbach-Bayreuth) (1736–1806), Markgraf von Brandenburg-Ansbach und Brandenburg-Bayreuth
- Alexandru Ghica, Fürst der Walachei (1766–1768, 1834–1842)
- Alexandru Mavrocordat, Fürst von Moldau (1782–1785)
- Alexandru Mavrocordat, Fürst von Moldau (1785–1786)
- Alexandru Ipsilanti, Fürst der Walachei und von Moldau (1786–1788)
- Alexandru Stirbolus, Fürst von München (1787–1795)
- Alexandru Moruzi, Fürst der Walachei und von Moldau (1792, 1802–1806, 1806–1807)
- Alexandru Callimachi, Fürst von Moldau (1795–1799)
- Alexandru Sutu, Fürst von der Walachei und von Moldau (1801–1802)
- Alexandru Hangeril, Fürst von Moldau (1807)
- Aleksandar Karađorđević (Serbien), Fürst (1842–1858)
- Alexander von Oranien-Nassau (1851–1884), Kronprinz der Niederlande und des Großherzogtums Luxemburg
- Alexandru Ioan Cuza, Fürst von Rumänien (1859–1866)
- Alexander Petrowitsch Tomasow,  Gouverneur von Georgien (1809–1811)
- Alexander Carl (Anhalt-Bernburg), Herzog von Anhalt-Bernburg (1834–1863)
- Alexander Iwanowitsch Neidhart,  Gouverneur vor Georgien (1842–1844)
- Alexander Iwanowitsch Barjatinskij, Vizekönig von Georgien (1856–1862)
- Alexander Michailowitsch Dondokow-Korsakow, Vizekönig von Georgien (1881–1890)
- Alexander Friedrich (Hessen-Kassel), Landgraf (1888–1925)
- Aleksandar Obrenović, König von Serbien (1893–1903)
- Alexander (Lippe), Fürst (1895–1905)
- Alexander (Griechenland), König (1917–1920)

### Alexander I.
- Alexander I. (Makedonien) (498–454 v. Chr.), König von Makedonien
- Alexander I. (Epirus) (um 370–331 v. Chr.), König der Molosser
- Alexander I. Balas († 145 v. Chr.), König des Seleukidenreiches
- Alexander I. (140/139–88 v. Chr.), König von Ägypten, siehe Ptolemaios X.
- Alexander I. (Bischof von Rom) († 115), Bischof von Rom
- Alexander I. (Schottland) (1078–1124), König von Schottland
- Alexander I. von Jülich († 1135), Bischof von Lüttich
- Alexander I. (Westgeorgien) († 1389), König von Westgeorgien
- Alexander I. (Georgien), der Große († 1424), König von Georgien
- Alexandru I. Aldea, Fürst der Walachei (1431–1436), siehe Alexandru Aldea
- Alexander I. (Kachetien) († 1511), König von Kachetien
- Alexander I. (Russland) (1777–1825), Kaiser von Russland, König von Polen, Großfürst von Finnland
- Alexander I. (Bulgarien) (1857–1893), Fürst von Bulgarien
- Alexander I. (1876–1903), König von Serbien, siehe Aleksandar Obrenović
- Alexander I. (Jugoslawien), auch Aleksandar I. Karađorđević (1888–1934), König der Serben, Kroaten und Slowenen (1921–1929), König von Jugoslawien (1929–1934)
- Alexander I. (Griechenland) (1893–1920), König der Hellenen

### Alexander II.
- Alexander II. (Makedonien) († 368 v. Chr.), König (370 bis 368 v. Chr.)
- Alexander II. (Epirus) († 245/240 v. Chr.), König von Epiros
- Alexander II. Zabinas († 123 v. Chr.), König von Syrien (128 bis 123 v. Chr.)
- Alexander II. († 80 v. Chr.), König von Ägypten (81 bis 80 v. Chr.), siehe Ptolemaios XI.
- Alexander II. von Lüttich (Alexander II. von Oerle; † 1167), Bischof von Lüttich (1164–1167)
- Alexander II. (Schottland) (1198–1249), König (1214 bis 1249)
- Alexander von Alexandria, Koptischer Papst (313–328)
- Alexander II. (Georgien), König von Westgeorgien (1478 bis 1510)
- Alexander II. (Kachetien), König (1574 bis 1605)
- Alexandru II. Mircea, Fürst der Walachei (1568 bis 1574, 1574 bis 1577)
- Alexander II. (Russland) (1818–1881), Zar (1855 bis 1881)
- Alexander II. (Papst) (* um 1010 bis 1015; † 1073), Papst (1061 bis 1073)
- Alexandros II. von Alexandria, Koptischer Papst (702 bis 729)

### Alexander III.
- Alexander III. von Makedonien, genannt Alexander der Große (356 v. Chr.–323 v. Chr.), König (356 bis 323 v. Chr.)
- Alexander III. (Papst) (* um 1100 oder 1105; † 1181), Papst (1159 bis 1181)
- Alexander III. (Schottland) (1241–1286), König (1249 bis 1286)
- Alexander III. (Georgien), König von Westgeorgien (1639 bis 1660)
- Alexander III. (Kachetien), König (1736 bis 1738)
- Alexander III. (Russland) (1845–1894), Zar (1881 bis 1894)

### Alexander IV.
- Alexander IV. Aigos (323–310 v. Chr.), Titularkönig von Makedonien
- Alexander IV. (Papst) (um 1199–1261), Papst
- Alexander IV. (Georgien) (Alexander IV. von Imeritien; † 1695), König von Westgeorgien

### Alexander V.
- Alexander V. (Makedonien) († 294 v. Chr.), König von Makedonien (296 bis 294 v. Chr.)
- Alexander V. (Gegenpapst) (1340–1410), Gegenpapst (1409 bis 1410)
- Alexander V. (Georgien), König von Westgeorgien (1720 bis 1751)

### Alexander VI.
- Alexander VI., Papst (1492–1503)

### Alexander VII.
- Alexander VII., Papst (1655–1667)

### Alexander VIII.
- Alexander VIII., Papst (1689–1691)